# Сент-Олаф (Айова)
Сент-Олаф (англ. St. Olaf) — місто (англ. city) в США, в окрузі Клейтон штату Айова. Населення — 106 осіб (2020).

## Географія
Сент-Олаф розташований за координатами 42°55′37″ пн. ш. 91°23′16″ зх. д. / 42.92694° пн. ш. 91.38778° зх. д. (42.926902, -91.387890).  За даними Бюро перепису населення США в 2010 році місто мало площу 0,63 км², уся площа — суходіл.

## Демографія
Згідно з переписом 2010 року, у місті мешкало 108 осіб у 43 домогосподарствах у складі 34 родин. Густота населення становила 171 особа/км².  Було 48 помешкань (76/км²).
Расовий склад населення:
| - 100,0 % — білих |

До двох чи більше рас належало 0,0 %. Частка іспаномовних становила 0,0 % від усіх жителів.
За віковим діапазоном населення розподілялося таким чином: 25,0 % — особи молодші 18 років, 57,4 % — особи у віці 18—64 років, 17,6 % — особи у віці 65 років та старші. Медіана віку мешканця становила 41,0 року. На 100 осіб жіночої статі у місті припадало 89,5 чоловіків;  на 100 жінок у віці від 18 років та старших — 92,9 чоловіків також старших 18 років.
Середній дохід на одне домашнє господарство  становив 53 681 долар США (медіана — 39 028), а середній дохід на одну сім'ю — 75 752 долари (медіана — 71 875). Медіана доходів становила 31 250 доларів для чоловіків та 26 250 доларів для жінок. За межею бідності перебувало 3,8 % осіб, у тому числі 0,0 % дітей у віці до 18 років та 17,6 % осіб у віці 65 років та старших.
Цивільне працевлаштоване населення становило 74 особи. Основні галузі зайнятості: будівництво — 25,7 %, мистецтво, розваги та відпочинок — 14,9 %, освіта, охорона здоров'я та соціальна допомога — 14,9 %.